# Warrior (БМП)
FV510 Warrior (тр. «Во́рріор», укр. «воїн») — бойова машина піхоти Британської армії компанії Guest, Keen and Nettlefolds (GKN) для заміни машини FV432.

## Історія
Розробку концепції БМП розпочали 1969 з розгляду позиції Royal Armoured Corps по створенні сильно захищеної машини масою близько 30 т і бажанням механізованих піхотних частин отримати легшу, більш маневрену машину. Вибір зупинили на другому варіанті, як менш коштовному. Проєкти прототипів машин розробляли компанії GKN і Vickers Defence Systems. Проєкт GKN визнали кращим і компанії доручили збудувати 3 прототипи, які виготовили до червня 1979. Тоді ж було сформовано вимоги до серійної БМП під позначенням MCV-80 (Mechanised Combat Vechicle) (Механізована бойова машина):
- можливість діяти сумісно з основним танком Challenger 1
- можливість діяти без підтримки 48 годин
- можливість перебувати екіпажу у замкнутому просторі машини 24 години
- встановлення системи захисту від ЗМУ
- панцирний захист повинен витримувати влучання 14,5-мм куль і уламків артилерійських 155-мм набоїв
- озброєння автоматичною гарматою з можливістю враження ворожих БМП і протидії авіації як зенітною гарматою
- перевезення 3-особового екіпажу і 7 піхотинців десанту

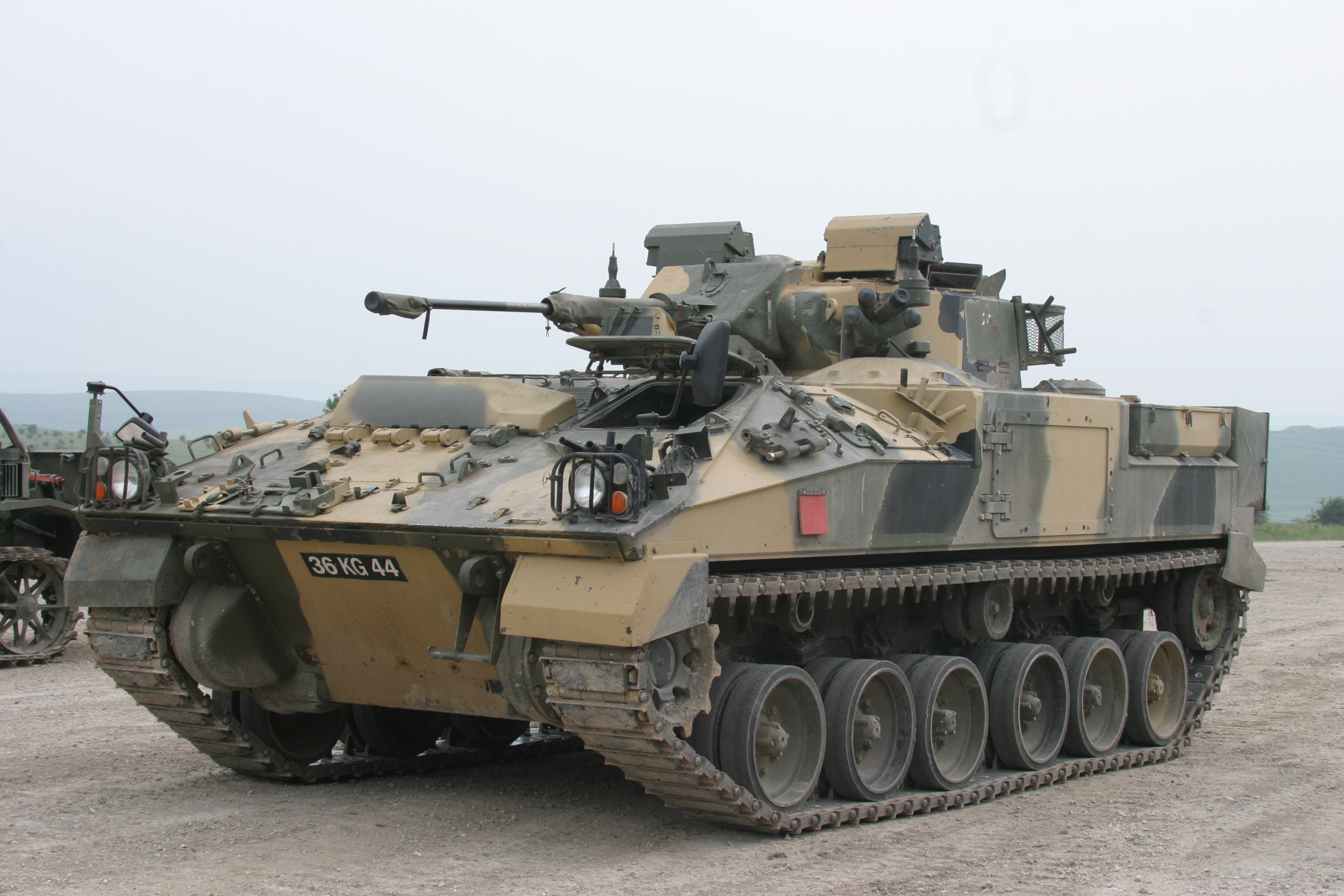
Warrior

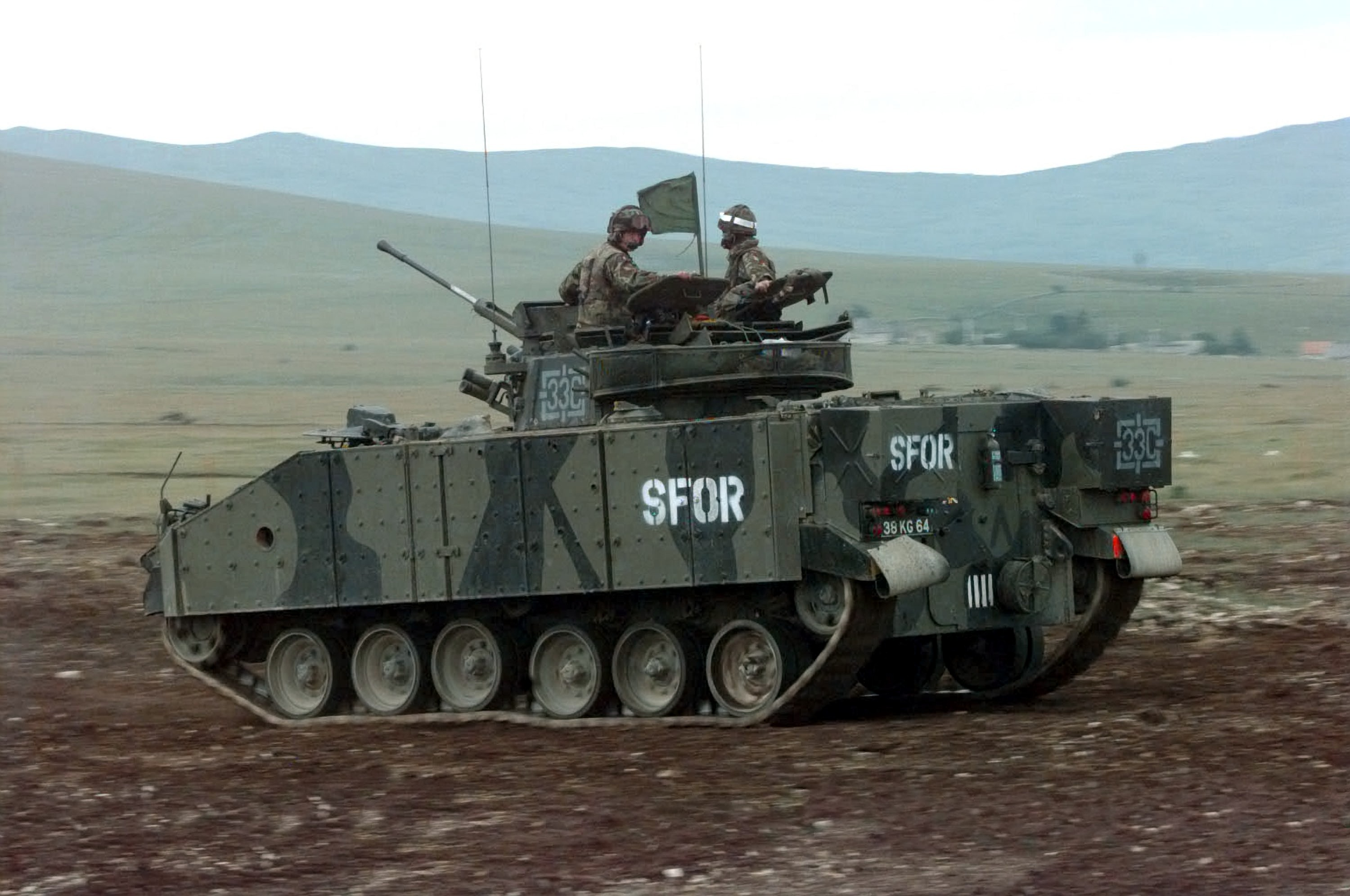
Warrior з додатковим захистом

На їхнє виконання застосували композитний захист зі сталевих і кевларових елементів, 30-мм гармату Rarden, а для 24-годинного перебування екіпажу встановили мікрохвильову піч і хімічний туалет. Одночасно проводились випробовування американської БМП M2 Bradley, але ідею її випуску по ліцензії відхилили і продовжили розробку проєкту MCV-80.
У першій половині 1980-х років тестували 12 прототипів, що проїхали 200.000 км. Один випробовували в пустелі близького Сходу. Осінню 1983 на маневрах у ФРН 4 прототипи діяли спільно з танком Challenger 1, підтвердивши правильність конструкції.
У листопаді 1984 БМП отримала позначення FV510 Warrior і було замовлено першу серію з 1053 машин, що повинні були стати на озброєння 13 батальйонів 3 дивізій, навчальних підрозділів.
Перші серійні машини передали війську у травні 1987. У зв'язку з розвалом СРСР і зменшенням загрози війни виготовлення FV510 Warrior припинили 1994 для британської армії, виготовивши 787 машин і продовживши виготовлення 254 машин Desert Warrior для армії Кувейту.
FV510 Warrior брали участь 1990 в операції Буря в пустелі, отримавши додатковий захист спереду і з сторін з керемічно-стальних пластин. Машини не мали технічних проблем, але були помилково атаковані американським штурмовиком Fairchild-Republic A-10 Thunderbolt II. Ракета AGM-65 Maverick знищила два БМП.
В час операції в Боснії та Герцеговині (1995) один Warrior був атакований з РПГ-7, але граната не змогла пробити додатковий захист.
У ІІ Іракській війні (2003) FV510 Warrior успішно взаємодіяв з новим основним танком Challenger 2 та надалі залишається на озброєнні британської армії.
В березні 2021 року міністерство оборони Великої Британії повідомило про плани зняти з озброєння БМП Warrior із заміною їх на GTK Boxer до середини 2020-х. Тому поточні програми модернізації будуть зупинені, зокрема, програма заміни основної гармати на CTAI 40 мм з телескопічним боєприпасом.

## Модифікації

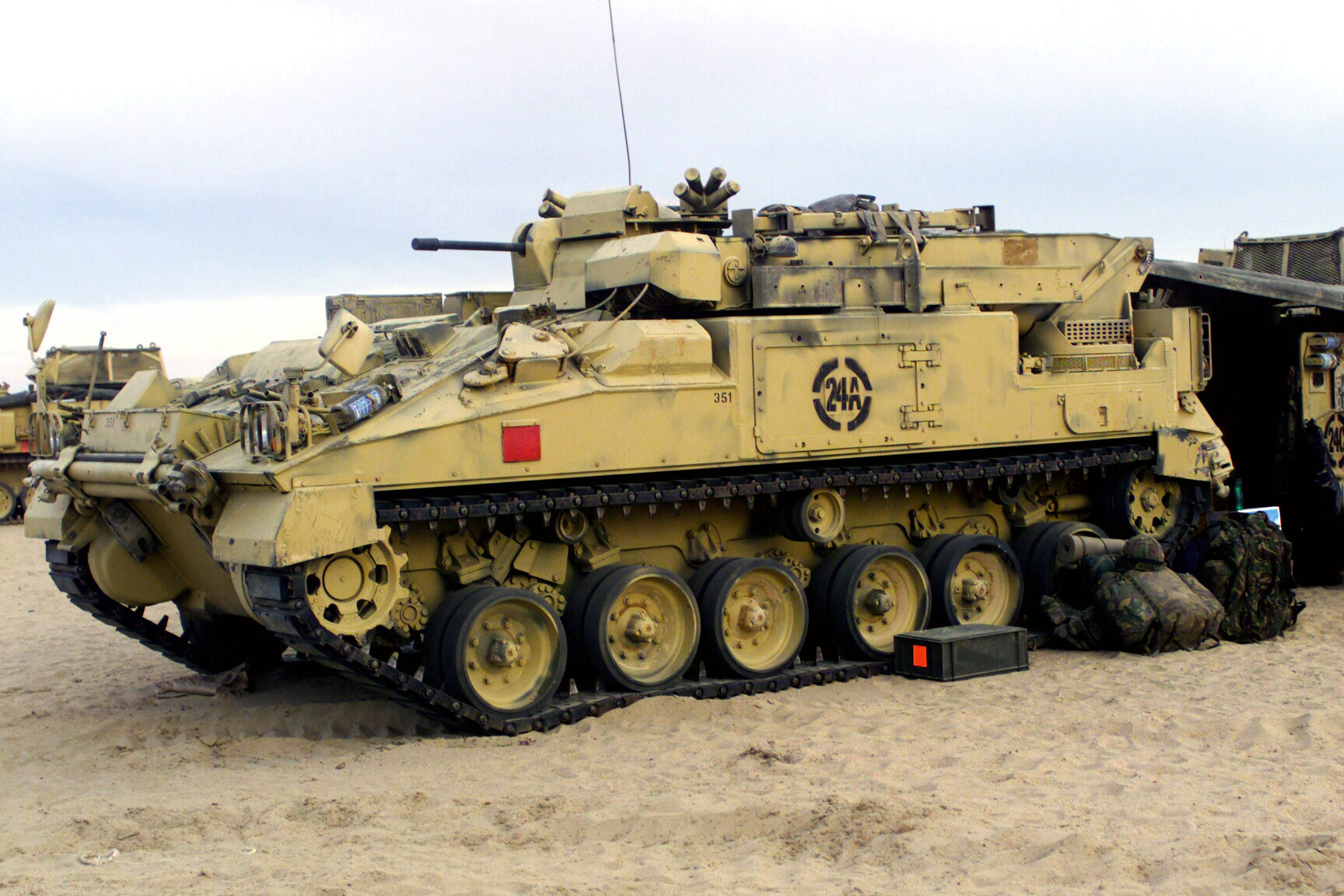
FV513 MRV(R)

- FV510 — базова модель
- FV511 — командна машина. Машини командирів різного рівня відрізняються типом радіостанцій
- Warrior MOAV (Mechanised Artillery Observation Post) — розвідувальна машина підрозділів самохідних гармат AS-90. Замість гармати Rarden має змонтовані тепловізор, лазерний далекомір, радар огляду поля бою Thorn EMI MSTAR.
- FV512 — ремонтна машина з причепом Т4. Озброєна кулеметом. Збудовано 45 машин
- FV513 MRV(R) (Mechanized Recovery Vehicle (Repair)) — машина технічного забезпечення для буксирування пошкоджених машин
- Desert Warrior — експортна модифікація з 25-мм гарматою M242